# Hartford City (Virginie-Occidentale)
Pour la ville de l'Indiana, voir Hartford City. Pour les autres articles homonymes, voir Hartford.
Hartford City est une ville américaine située dans le comté de Mason en Virginie-Occidentale.
Selon le recensement de 2010, Hartford City compte 614 habitants. La municipalité s'étend sur 1,24 milles carrés (3,21 km2).
La ville est fondée en 1853. Trois ans plus tard, Morgan Buckley et William Healey y implantent une mine et une usine de sel. Ils renomment la ville Hartford en hommage à la ville du même nom, dans leur État natal du Connecticut. La ville devient une municipalité en 1868.